# Aleksej Aleksandrovič Kuznecov
Aleksej Aleksandrovič Kuznecov (in russo Алексей Александрович Кузнецов?; Boroviči, 20 febbraio 1905, 7 febbraio del calendario giuliano – Leningrado, 1º ottobre 1950) è stato un politico e militare sovietico.

## Biografia
Attivo nel Komsomol dal 1924 al 1932, divenne membro del Partito Comunista di tutta l'Unione (bolscevico) nel 1925. Dal 1939 al 1949 fece parte del Comitato Centrale. Durante la seconda guerra mondiale fece parte del Consiglio di guerra su vari fronti, raggiungendo il grado di Tenente generale, e fu tra i principali organizzatori della difesa di Leningrado. Tra il 1945 e il 1946 fu primo segretario del Comitato regionale del partito nell'oblast' di Leningrado e nel marzo 1946 entrò a far parte della Segreteria del Comitato Centrale e dell'Orgburo. Fu arrestato nel 1949 nell'ambito dell'affare di Leningrado e giustiziato l'anno successivo. Nel 1954, dopo la morte di Stalin, venne riabilitato dal Presidium del Comitato centrale del PCUS.